# کاپودریزه
کاپودریزه (به ایتالیایی: Capodrise) یک کومونه در ایتالیا است که در استان کسرتا واقع شده‌است.

## خصوصیات
کاپودریزه ۳٫۵ کیلومترمربع مساحت و ۹٬۷۴۶ نفر جمعیت دارد و ۳۴ متر بالاتر از سطح دریا واقع شده‌است.